# بحيرة النادي
بحيرة النادي هي بحيرة مياه مالحة جليدية في الجزء المركزي من شبه جزيرة بريدنيس في فيستفولد هيلز في برينسيس إليزابيث لاند في أنتاركتيكا.